# Kızılağıl, Hacıbektaş
Kızılağıl là một thị trấn thuộc huyện Hacıbektaş, tỉnh Nevşehir, Thổ Nhĩ Kỳ. Dân số thời điểm năm 2011 là 681 người.